# Millicent Fawcett

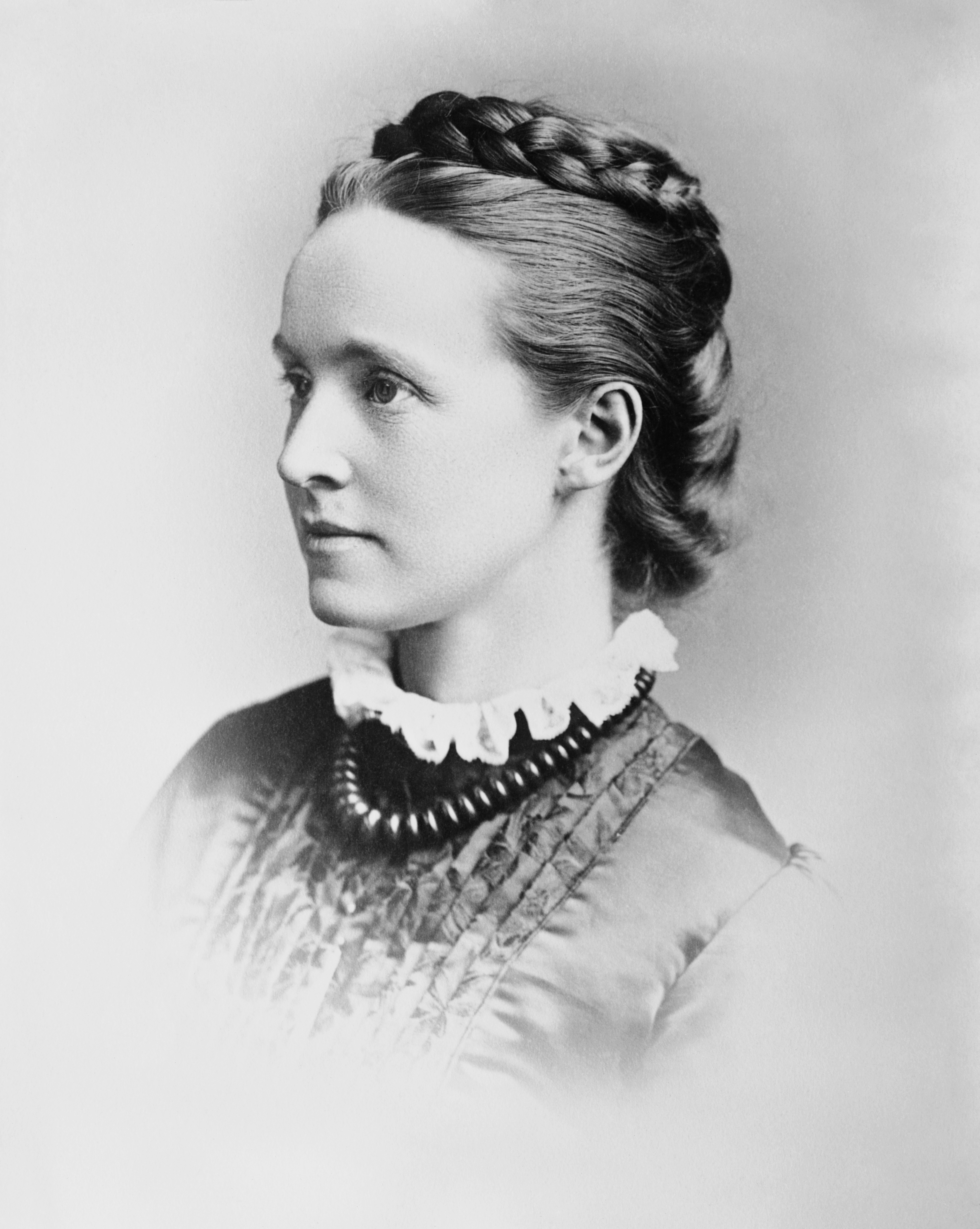
Millicent Fawcett in 1913

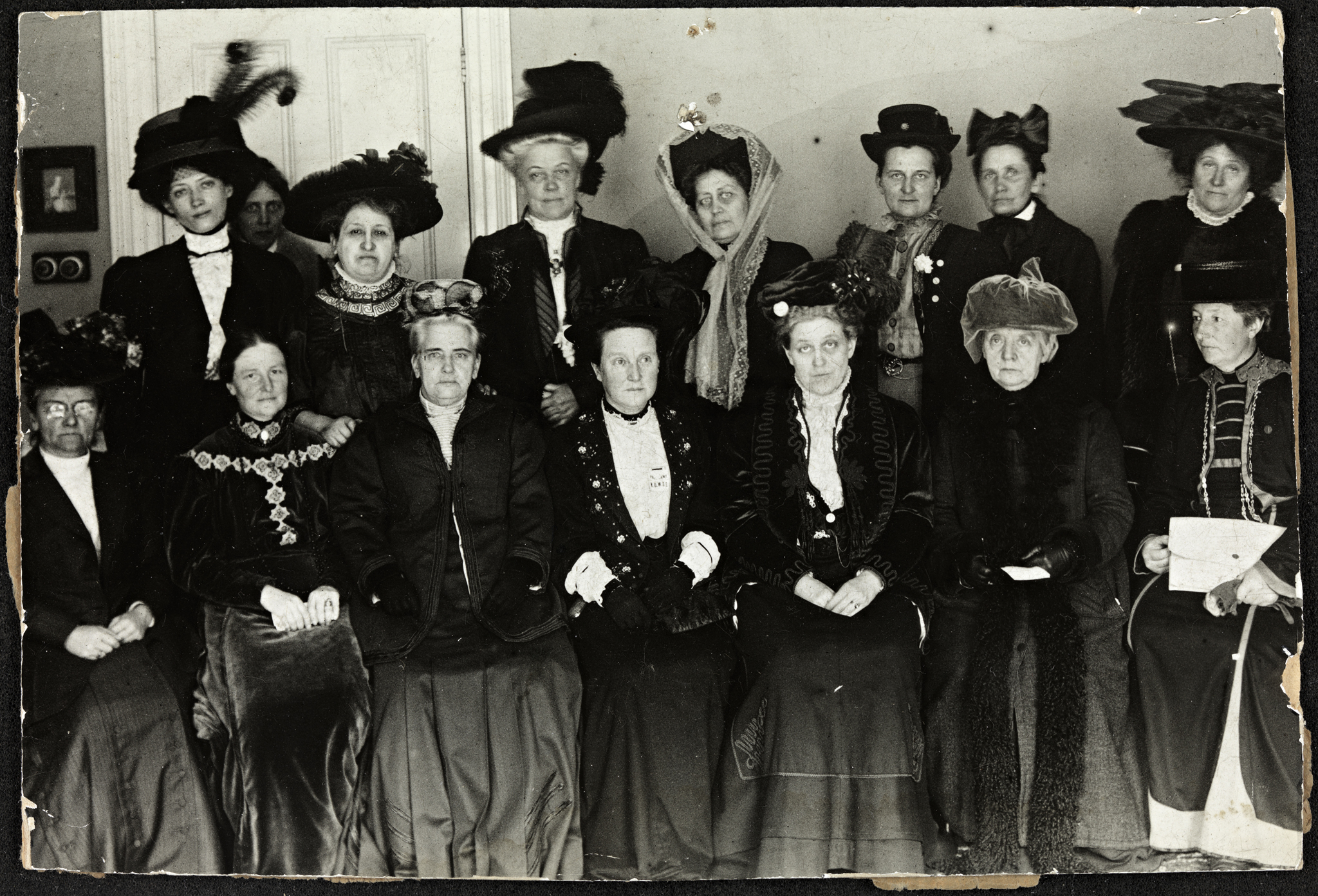
Millicent Fawcett (vierde van links, onderste rij) bij een Suffrage Alliance Congress in Londen, 1909

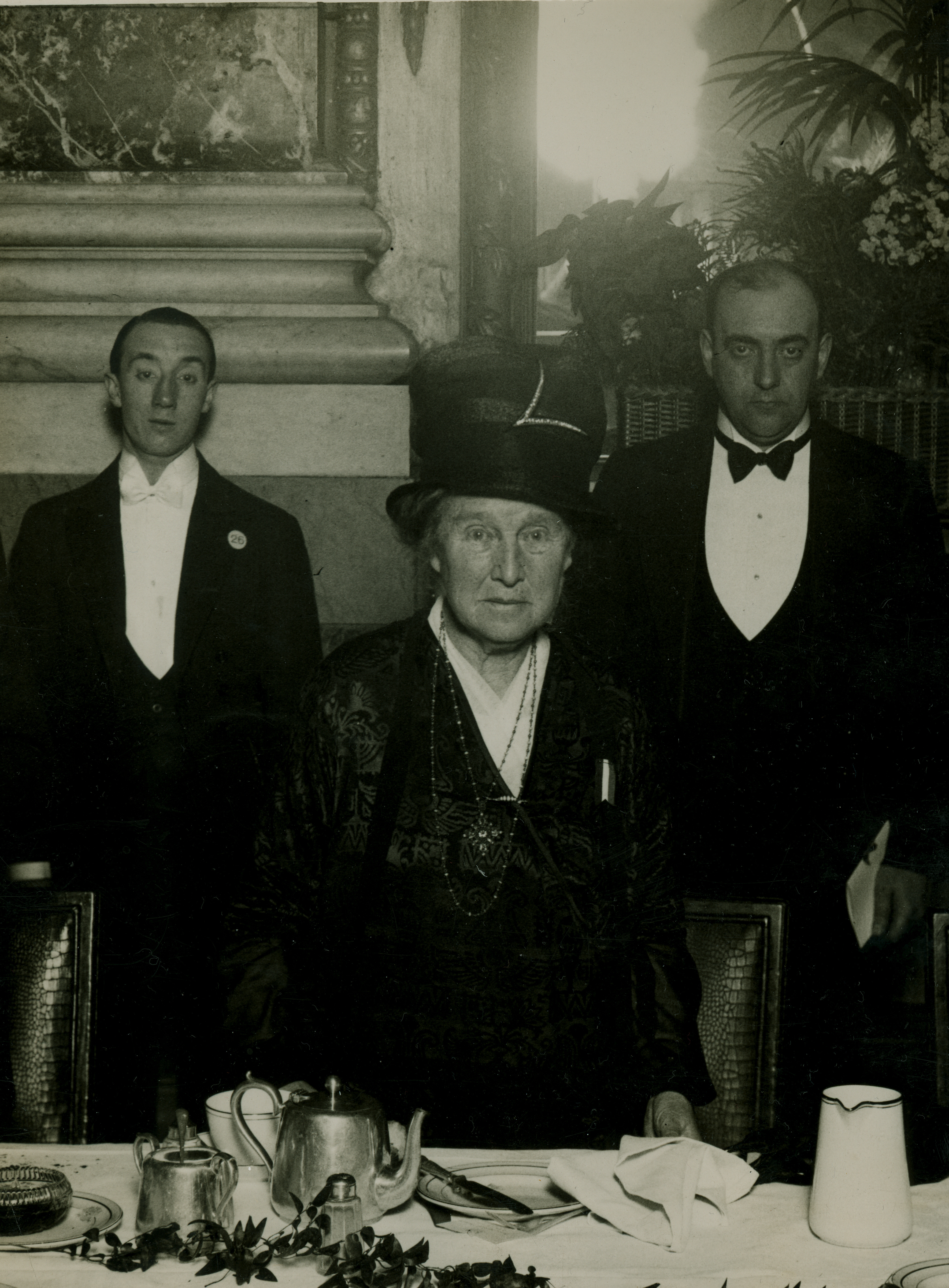
Dame Millicent Garrett Fawcett op latere leeftijd

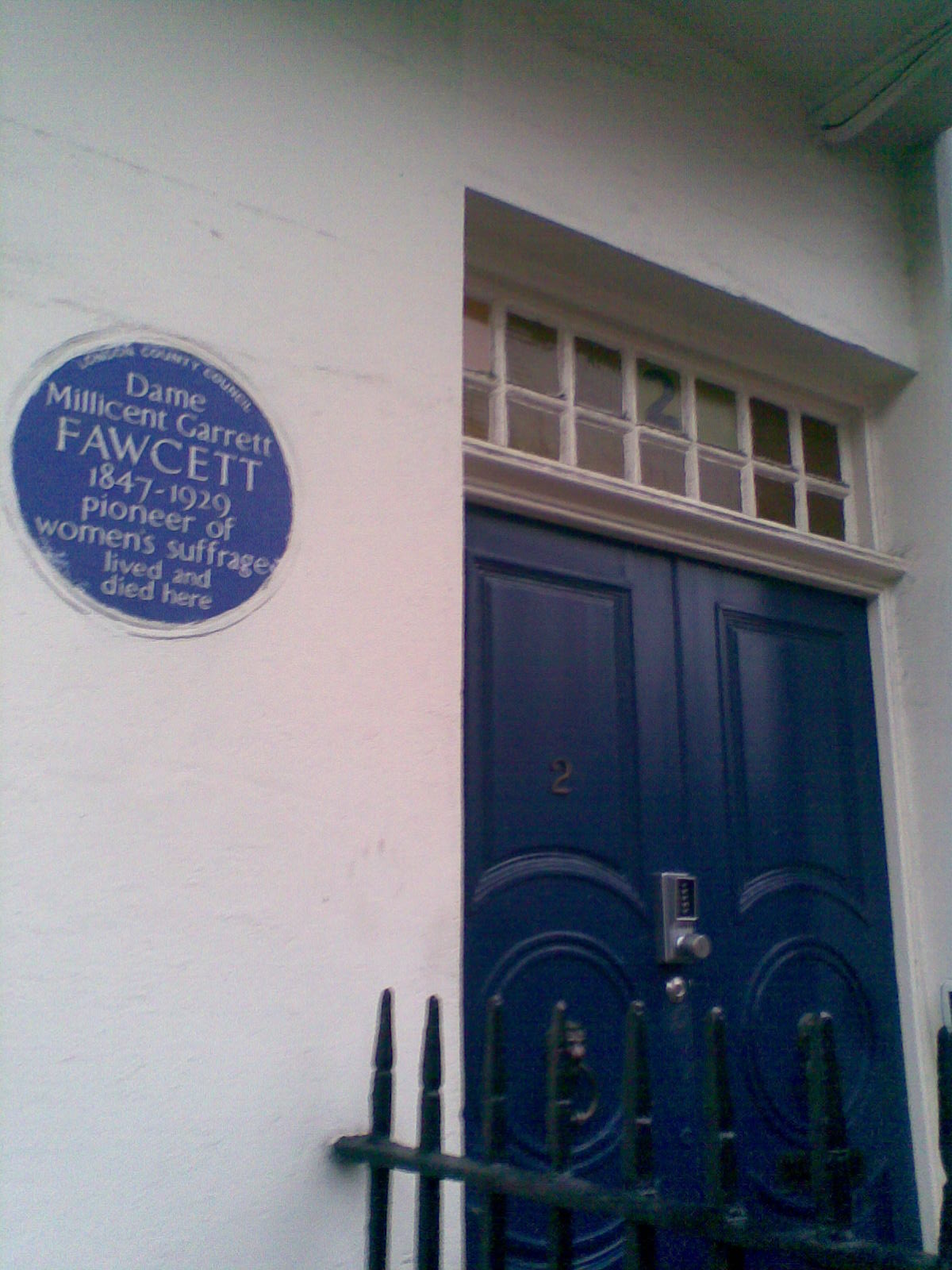
Deur van Millicent Fawcett's huis op Gower Street 2, Londen met plaquette

Millicent Garrett Fawcett (Aldeburgh, 11 juni 1847 – Bloomsbury (Londen), 5 augustus 1929) was een Engelse feministe, politiek activiste, suffragette en schrijfster. Ze is vooral bekend vanwege haar strijd voor het vrouwenkiesrecht. In 1897 werd ze voorzitster van de meer gematigde National Union of Women's Suffrage Societies (NUWSS), een positie die ze tot 1919 vervulde. Ze trad af na de invoering van de Volksvertegenwoordigingswet van 1918. Een wet die het kiesrecht gaf aan vrouwen van boven de dertig die aan bepaalde kwalificaties voldeden. Het zou nog tot 1928 duren voor gelijk kiesrecht werd ingevoerd. Millicent Fawcett wordt nog altijd beschouwd als een belangrijke factor in de strijd voor het vrouwenkiesrecht. Bij een poll naar de meest invloedrijke vrouw van de laatste 100 jaar, die BBC Radio 4 in 2018 organiseerde, eindigde Fawcett op nummer 1. In hetzelfde jaar werd een standbeeld van Millicent Fawcett geplaatst op Parliament Square in Londen.
Behalve voor het vrouwenkiesrecht zette Millicent Fawcett zich ook in voor de strijd van vrouwen om hoger onderwijs te kunnen volgen. In 1875 was ze de medeoprichter van het speciaal voor vrouwen bestemde Newnham College aan de Universiteit van Cambridge.

## Levensloop

### Jeugd en opleiding
Millicent Garrett werd geboren op 11 juni 1847 in Aldeburgh, Engeland. Haar ouders waren Newson Garret, ondernemer en later burgemeester van Aldeburgh en Louisa Dunnell, dochter van een herbergier.
Garrett's voorouders waren ijzerwerkers in Suffolk sinds de vroege zeventiende eeuw. Haar vader vertrok naar Londen, waar hij Garrett's moeder ontmoette, die de schoonzus van zijn broer was. Later verhuisde het gezin weer naar Aldeburgh in Suffolk. Het gezin was welvarend; Millicent was het achtste van tien kinderen.
Toen Millicent twaalf was, in 1858, werd ze met haar zuster Elizabeth (die de eerste vrouwelijke arts van Groot-Brittannië zou worden) naar Londen gestuurd om naar een kostschool te gaan. Toen ze negentien was, hoorde ze een speech over vrouwenrechten van John Stuart Mill, die grote indruk op haar maakte. Ze voegde zich bij zijn campagne voor gelijke rechten en werd secretaris van de London Society for Women's Suffrage.

### Activiteiten
Via Mill leerde ze diverse andere vrouwenrechtenactivisten kennen, zoals de liberale politicus Henry Fawcett. Hij had eerst met Elizabeth Garrett willen trouwen, maar zij richtte zich op haar medische carrière. Hij en Millicent Garrett werden goede vrienden en trouwden in 1867. Hun huwelijk wordt beschreven als gelukkig en liefdevol. In 1868 werd hun enige kind, de latere wiskundige Philippa Fawcett, geboren. Nadat Henry Fawcett in 1858 door een schietongeluk in 1858 blind was geworden, trad Millicent op als zijn secretaresse en verzorgster terwijl ze ook een carrière als schrijfster onderhield. Hij moedigde haar aan haar activiteiten in de vrouwenbeweging voort te zetten.
In 1868 sloot Fawcett zich aan bij de London Suffrage Committee en in 1869 sprak ze bij de eerste openbare pro-stemrechtbijeenkomst in Londen. In 1870 sprak ze in Brighton, het kiesdistrict van haar man. In datzelfde jaar publiceerde ze Political Economy for Beginners, een kort maar succesvol boek. In 1872 publiceerde ze samen met haar man Essays and Lectures on Social and Political Subjects waarin ze acht essays schreef. In 1875 was ze met Henry Sidgwick oprichter van Newnham College in Cambridge, dat bedoeld was voor vrouwen, omdat die niet toegelaten werden tot de andere colleges van de Universiteit van Cambridge. Ze zat er ook in de raad en haar dochter Philippa ging er later wiskunde studeren. In 1883 werd ze voorzitster van het Special Appeal Committee.
Nadat Henry Fawcett in 1884 overleed, vertrok Millicent Fawcett tijdelijk met haar dochter naar haar zuster Agnes. Een jaar later begon ze zich weer met politiek bezig te houden. Ze werd actief bij wat later de Women's Local Government Society zou worden. Ze sloot zich in 1887 ook aan bij de Liberal Unionist Party, tegen de Irish Home Rule. Ze verliet de partij in 1904. In 1897 werd ze voorzitster van de grootste suffragistenorganisatie in Groot-Brittannië, de National Union of Women's Suffrage Societies (NUWSS). In 1899 kreeg ze een eredoctoraat in de rechten van de University of St Andrews.

### 20e eeuw
Naar aanleiding van het rapprt van Emily Hobhouse, werd Fawcett in 1901 het hoofd van een commissie die onderzoek deed naar de concentratiekampen in zuidelijk Afrika waar tijdens de Tweede Boerenoorlog de gezinnen van Boeren werden vastgehouden. De commissie bestond geheel uit vrouwen; een nieuw gegeven voor Engeland. Hoewel de commissie geheel was samengesteld uit vrouwen die de oorlog steunden was het rapport van de commissie vernietigend; het leidde tot verbeteringen.
In 1919, een jaar nadat de eerste vrouwen in het Verenigd Koninkrijk konden stemmen, trad ze af als voorzitster van de NUWSS en trok zich grotendeels terug uit de strijd om vrouwenkiesrecht. Ze ging boeken schrijven, zoals een biografie van de Engelse feminist Josephine Butler.
In 1925 werd haar de onderscheiding Dame Grand Cross of the Most Excellent Order of the British Empire oftewel GBE verleend.
In 1929 overleed ze in Londen en werd gecremeerd in het Golders Green Crematorium.

## Opvattingen
Millicent Fawcett meende dat de gewelddadige acties van de Women's Social and Political Union van Emmeline Pankhurst het vrouwenkiesrecht zouden tegenwerken, omdat geweld de mening onder politici en de Engelse bevolking niet gunstig zou stemmen tegenover het kiesrecht. De NUWSS waarvan zij het hoofd was, kreeg weliswaar minder publiciteit dan de militante WSPU, maar had veel meer leden. Ook staakte de NUWSS, in tegenstelling tot de WSPU, haar activiteiten niet tijdens de Eerste Wereldoorlog. Er was binnen de organisatie weinig steun voor de oorlog, maar wel werden de bijdragen van vrouwen aan de maatschappij in die jaren gebruikt als argument voor het vrouwenkiesrecht.
Gedurende haar actieve jaren heeft Millicent Garrett Fawcett vele campagnes gesteund, sommige succesvoller dan andere. Ze steunde onder andere een campagne om kindermishandeling tegen te gaan en voerde actie tegen de Contagious Diseases Act, een wet die een dubbele moraal hanteerde en prostituees zeer streng aanpakte, terwijl hun mannelijke klanten niet met deze wet te maken kregen. Fawcett meende dat dergelijke dubbele standaarden pas zouden verdwijnen als vrouwen eerlijk werden vertegenwoordigd in het openbare leven.

## Nalatenschap

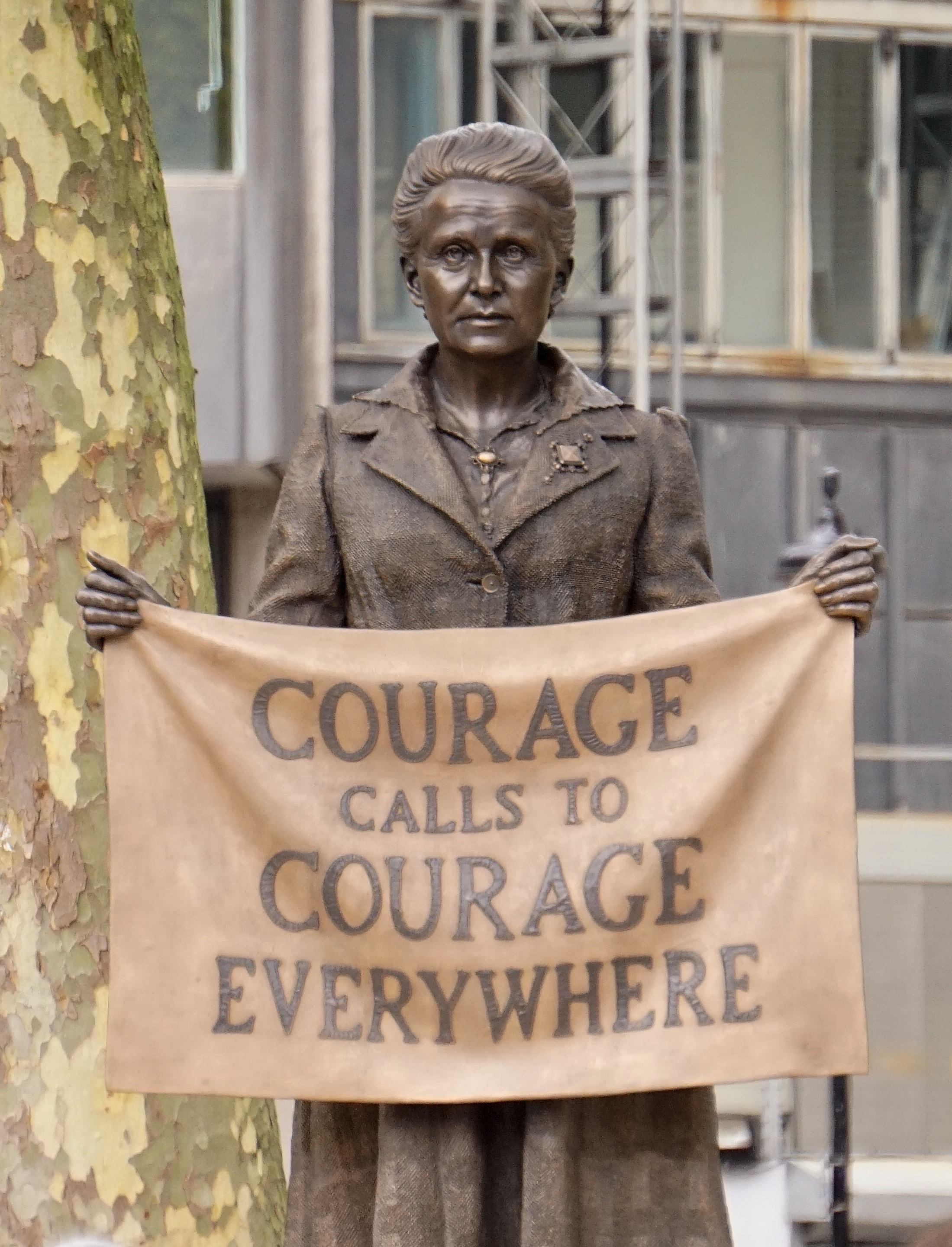
Het standbeeld van Millicent Fawcett Courage Calls op Parliament Square

Volgens velen is het aan Fawcett te danken dat 6 miljoen Britse vrouwen boven de dertig in 1918 stemrecht verwierven. De naar haar vernoemde Fawcett Society gaat door met het onderwijzen van de Women's Suffrage-geschiedenis aan jongere generaties en het inspireren van jonge meisjes en vrouwen om te blijven vechten voor gelijkheid van de sexen en met het opzetten van campagnes om de kloof te dichten tussen gelijke rechten van mannen en vrouwen in de geest van Fawcett.
In de City of Westminster (Londen) werd de Millicent Fawcett Hall naar haar vernoemd, die bedoeld was een plaats waar vrouwen konden discussiëren.
Om de 100ste verjaardag te vieren van de Volksvertegenwoordigingswet 1918 (die stemrecht toekende aan bepaalde vrouwen boven de 30) werd op 24 april 2018 door premier Theresa May een standbeeld van Millicent Fawcett onthuld op Parliament Square in Londen. De campagne om het eerste standbeeld van een vrouw op die plek op te richten verwierf meer dan 84.000 online handtekeningen. Fawcetts standbeeld van de beeldhouwster Gillian Wearing bevat een plaquette met een citaat uit een toespraak die zij hield na Emily Davisons overlijden tijdens de Epsom Derby, met als motto "Moed vraagt om moed, waar dan ook".
De archieven van Millicent Fawcett zijn te vinden in de Women's Library van de London School of Economics.
Boris Johnson (1964), in de jaren 2019-2022 premier van het Verenigd Koninkrijk, is via zijn moeder een achterkleinzoon van Millicent Fawcett.

## Onderscheidingen
- Millicent Fawcett was sinds 1925 Dame Grand Cross of the Order of the British Empire (GBE)